# Wanja Mues
Wanja Mues (* 27. Dezember 1973 in Hamburg) ist ein deutscher Schauspieler und Hörspielsprecher.

## Leben
Mues ist ein Sohn des Schauspielers Dietmar Mues und Bruder der Schauspieler Woody und Jona Mues. Er besuchte das Gymnasium Corveystraße in Hamburg und absolvierte nach dem Abitur am Actors’ Studio MFA-Program at the School for Social Research sowie dem Robert Lewis Theatre Workshop in New York eine Schauspielausbildung. Er stand als Jugendlicher erstmals 1986 in dem ZDF-Mehrteiler Jokehnen vor der Kamera. 2002 folgte eine Rolle in der ARD-Vorabendserie Absolut das Leben, durch die Mues als Fernsehschauspieler bekannt wurde.
Mues übernahm im Fernsehen mehrere durchgehende Serienrollen, wiederkehrende Episodenrollen und auch Gastrollen. Von 2009 bis 2014 spielte er in der ZDF-Krimireihe Stubbe – Von Fall zu Fall den freischaffenden Fotografen Helge Kleinert, den Lebensgefährten der Stubbe-Tochter Christiane und Vater ihrer Tochter Caroline. Von 2013 bis 2016 war er in der ZDF-Krimireihe Stralsund als Kriminalhauptkommissar Max Morolf zu sehen.
Seit 2014 spielt er in der ZDF-Krimiserie Ein Fall für zwei an der Seite von Antoine Monot, Jr. den Privatdetektiv Leo Oswald.
In dem historischen TV-Film Martha Liebermann – Ein gestohlenes Leben (2022) spielte er den „undurchsichtigen“ homosexuellen Kunsthändler Carl Solbach. Die Rolle des Helge Kleinert übernahm er auch noch einmal im die TV-Reihe abschließenden Stubbe-Special Stubbe – Familie in Gefahr (2025).
Daneben wirkte er in Kinoproduktionen mit, unter anderem in Gloomy Sunday von Rolf Schübel, in Der Pianist von Roman Polański, in Mein letzter Film von Oliver Hirschbiegel und 2007 in Yella an der Seite von Nina Hoss.
Als Theaterschauspieler spielte Mues im April 2007 am Renaissance-Theater in Berlin in der Uraufführung des Stücks Männergespräche von Morten Feldmann. Mues ist außerdem als Sprecher von Hörbüchern tätig.
Mues engagiert sich für den Verein Orang-Utans in Not. Er nutzt seine Prominenz, um auf die Folgen der Klimakrise aufmerksam zu machen. Privat verzichtet Mues sowohl auf das Auto als auch auf Flugreisen.
Er lebt in Berlin, ist geschieden und hat zwei Söhne.

## Filmografie (Auswahl)
- 1987: Jokehnen
- 1991–1994: Unsere Hagenbecks (Fernsehserie, 35 Folgen)
- 1997: 2 1/2 Minuten (Fernsehfilm, Regie: Rolf Schübel)
- 1997: Tatort: Bluthunde
- 1998: Vater wider Willen (Fernsehserie, Folgen 2x02, 2x04)
- 1998: Girl friends – Freundschaft mit Herz (Fernsehserie, acht Folgen)
- 1999: Ein Lied von Liebe und Tod – Gloomy Sunday
- 2000: Der Runner
- 2001: Tatort: Trübe Wasser
- 2001: Die Manns – Ein Jahrhundertroman (Fernsehreihe, Folge 1)
- 2002: Absolut das Leben
- 2002: Der Pianist
- 2002: Tatort: Totentanz
- 2003–2007: Der Fürst und das Mädchen (Fernsehserie, 28 Folgen)
- 2003: Blueprint
- 2004: Alarm für Cobra 11 – Die Autobahnpolizei (Fernsehserie, Folge 16x09)
- 2004: Rosamunde Pilcher – Dem Himmel so nah (Fernsehreihe)
- 2004: Der Traum vom Süden
- 2004: Die Bourne Verschwörung (The Bourne Supremacy)
- 2005: Mit Herz und Handschellen (Fernsehserie, Folge 2x06)
- 2005: Tatort: Schneetreiben
- 2006: SOKO Wismar (Fernsehserie, Folge 3x07)
- 2006: Bettis Bescherung
- 2007: Ein unverbesserlicher Dickkopf
- 2007: Tatort: Der Tote vom Straßenrand
- 2007: Ich heirate meine Frau
- 2008: Im Namen des Gesetzes (Fernsehserie, Folge 11x06)
- 2008: Alter vor Schönheit
- 2008: Griechische Küsse (Fernsehfilm)
- 2008: GSG 9 – Ihr Einsatz ist ihr Leben (Fernsehserie, zehn Folgen)
- 2009: Wilsberg: Doktorspiele (Fernsehreihe)
- 2008; 2010: SOKO Köln (Fernsehserie, Folgen 5x15, 7x13)
- 2009: Polizeiruf 110 – Endspiel (Fernsehreihe)
- 2009–2014: Stubbe – Von Fall zu Fall (Fernsehserie, 14 Folgen)
- 2010: Kommissar LaBréa – Mord in der Rue St. Lazare (Fernsehreihe)
- 2010: Der Bergdoktor (Fernsehserie, Folge 3x17)
- 2010: SOKO Leipzig (Fernsehserie, Folge 15x03)
- 2010–2013: Stolberg (Fernsehserie, 20 Folgen)
- 2011: Schicksalsjahre
- 2011: Der letzte Bulle (Fernsehserie, Folge 2x12)
- 2012: Tatort: Fette Hunde
- 2013: Mord in den Dünen
- 2013: König von Deutschland
- 2013: Stralsund: Freier Fall (Fernsehreihe)
- seit 2014: Ein Fall für zwei (Fernsehserie)
- 2014: Die Chefin (Fernsehserie, Folge 4x06)
- 2015: Ein starkes Team: Beste Freunde (Fernsehreihe)
- 2015: Stralsund: Kreuzfeuer (Fernsehreihe)
- 2015: Stralsund: Es ist nie vorbei (Fernsehreihe)
- 2015: Stralsund: Der Anschlag (Fernsehreihe)
- 2016: SOKO Köln (Fernsehserie, Folge 12x16)
- 2016: Stralsund: Vergeltung (Fernsehreihe)
- 2016: HEDDA
- 2019: Notruf Hafenkante (Fernsehserie, Folge 13x22)
- 2019: Eine fremde Tochter
- 2020: Tatort: Parasomnia
- 2021: Sophie Cross – Gefährliche Dünen (Fernsehreihe, 3 Folgen)
- 2021: Spy City – Codename Beethoven
- 2021: Dürer (Dokudrama bei Arte über Albrecht Dürer)[10]
- 2022: Martha Liebermann – Ein gestohlenes Leben
- 2022: Tage, die es nicht gab (Fernsehserie)
- 2022: Retoure (Fernsehserie)
- 2023: Daheim in den Bergen – Alte Pfade – Neue Wege (Fernsehreihe)
- 2024: Polizeiruf 110: Wasserwege (Fernsehreihe)
- 2024: Erzgebirgskrimi – Mord auf dem Jakobsweg (Fernsehreihe)
- 2025: Stubbe – Familie in Gefahr (Fernsehreihe, Special)

## Hörspiele/Hörbücher
- 1985–1988: Regina Regenbogen (Rainbow Brite) als Bubi Blauschuh (30 Folgen) im Europa Verlag
- 2003: Martin Schüller: Das Geheimnis der offenen Tür – Krimi um verschwundene Nachbarin – Regie: Annette Kurth | WDR
- 2003: Alex Capus: Fast ein bisschen Frühling – Regie: Annette Kurth (WDR)
- 2005: Kirsten Boie: Die Meldevinger (Jumbo Neue Medien & Verlag)
- 2007: David Peace: 1974 – Regie: Annette Kurth (WDR)
- 2009: Robert Erskine Childers: Das Rätsel der Sandbank – Regie: Boris Heinrich (WDR)
- 2015: Joachim Ringelnatz: …liner Roma (Deeters) – Bearbeitung und Regie: Thomas Gerwin (RBB)
- 2015: Montecristo von Martin Suter, Hörbuch 7:31 (ungekürzt), Diogenes Verlag, ISBN 978-3-257-80362-4
- 2016: Juliane Stadelmann: Schon Zeit – Regie: Petra Feldhoff (WDR)
- 2016: Ian McEwan: Nussschale, Hörbuch (ungekürzt), Diogenes Verlag, ISBN 978-3-257-80376-1
- 2018: James Baldwin: Von dieser Welt (Der Audio Verlag)
- 2018: Robert Weber: Des Teufels langer Atem – Regie: Annette Kurth (WDR)
- 2018–2019: Märchen und Verbrechen (HR)
- 2024: Die drei ??? – …und der Puppenmacher (Folge 225; als Johnson)